# Szokotrik
A szokotrik vagy szokotraiak a Jemenhez tartozó Szokotra szigetének, illetve a hozzá kapcsolódó Abd al Kuri, Szamha és Darsza szigetek sémi lakói. Bár a szigetet kevesen ismerik, ezért többnyire lakóikat arabnak tartják, valójában csak egy arabokkal rokonságban álló népcsoport, amely saját nyelvet, a szokotrit beszéli, amely egy ősi nyelvből fejlődött ki, mely nem volt dialektusa a klasszikus arabnak.
Szokotrai nép zöme ma is a szigeten él, kb. 54 ezren vannak. Rajtuk kívül még élnek kivándorolt szokotrik Jemenben, a fővárosban, így teljes számuk több mint 71 ezer fő. A szokotrik ma szunnita muzulmán vallásúak, de az iszlám térhódítása előtt nesztoriánus keresztény vallást követtek.
A szokotri nép sose fejlesztett ki írásbeliséget, ezért nyelvükről nem maradtak fenn régebbi források. A szokotrik többsége ma is írástudatlan, a nyelvüket családban, a mindennapi életben és szájhagyomány útján ápolják. Az oktatás még nem terjedt el a szigeten. A modern nyelvészet a 21. században kezdett el foglalkozni a szokotri nyelvvel. Az eddig született szokotri nyelvű szövegeket arab ábécével írták, de írtak már latin ábécével írt szokotri szövegeket is.
A népcsoport múltjának és kultúrájának feltárása és elemzése folyamatban van.